# Toxeus
Genre
Toxeus est un genre d'araignées aranéomorphes de la famille des Salticidae.

## Distribution
Les espèces de ce genre se rencontrent en Asie et en Afrique.

## Liste des espèces
Selon World Spider Catalog (version 25.0, 06/07/2024) :
- Toxeus alboclavus Jose & Sudhikumar, 2022
- Toxeus bicuspidatus (Yamasaki, 2012)
- Toxeus cuneatus (Badcock, 1918)
- Toxeus fodingensis C. Wang, Mi & Peng, 2023
- Toxeus globosus (Wanless, 1978)
- Toxeus grossus (Edmunds & Prószyński, 2003)
- Toxeus hainan Wang & Li, 2022
- Toxeus hirsutipalpi (Edmunds & Prószyński, 2003)
- Toxeus jajpurensis (Prószyński, 1992)
- Toxeus latithoracicus (Yamasaki & Hung, 2012)
- Toxeus magnus (Saito, 1933)
- Toxeus maxillosus C. L. Koch, 1846
- Toxeus pseudohainan Logunov, 2024
- Toxeus septemdentatus (Strand, 1907)
- Toxeus yamasakii Logunov, 2021

## Systématique et taxinomie
Ce genre a été décrit par C. L. Koch en 1846.

## Publication originale
- C. L. Koch, 1846 : Die Arachniden. Nürnberg, vol. 13, p. 1-234 (texte intégral).